# Płaska (gromada)
Płaska – dawna gromada, czyli najmniejsza jednostka podziału terytorialnego Polskiej Rzeczypospolitej Ludowej w latach 1954–1972.
Gromady, z gromadzkimi radami narodowymi (GRN) jako organami władzy najniższego stopnia na wsi, funkcjonowały od reformy reorganizującej administrację wiejską przeprowadzonej jesienią 1954 do momentu ich zniesienia z dniem 1 stycznia 1973, tym samym wypierając organizację gminną w latach 1954–1972.
Gromadę Płaska z siedzibą GRN w Płasce utworzono 1 stycznia 1972 w powiecie augustowskim w woj. białostockim z obszaru zniesionych gromad Sucha Rzeczka i Gruszki. 
Gromada Płaska funkcjonowała przez dokładnie jeden rok (1972), czyli do kolejnej reformy gminnej. Z dniem 1 stycznia 1973 roku utworzono gminę Płaska.